# センテナリー・メダル
センテナリー・メダル (Centenary Medal) は、2001年にオーストラリア政府が制定した勲章。この勲章は、オーストラリア連邦の結成百周年を記念して制定され、オーストラリアの社会や政府に貢献した人々に授与された。この勲章は、1901年12月31日以前に生まれ、2001年1月1日の連邦百周年の祝いを迎えた百歳超えの長寿のオーストラリア国民にも贈られた。叙勲候補者の選定は、歴史学者のジェフリー・ブレイニー教授が座長を務めた委員会に委ねられた。
授与総数は、15,841人であり、うち1, 400人が百歳越えの長寿者であった。

## 意匠

### 勲章
メダルの表面には、6つの州と準州などその他の領土の連合を象徴する七芒星（7つの鋭角をもつ星形）のコモンウェルス・スターが描かれている。星の中心部には、オーストラリア大陸内陸部のアボリジニの伝統的文様が描かれている。メダルの縁には、100個の点が配され、連邦の百年を表している。裏面には、七芒星と「For Contribution Made to Australian Society（オーストラリア社会への貢献に対して）」という文言が刻まれている。

略綬

### 略綬と綬
綬（リボン）に用いられる色は、連邦を表す深紅（クリムゾン）、21世紀を表す青と金である。金と深紅の合わせて7本の線は、各州・地域の連邦へのあゆみを意味している。略綬（バー）と綬は同様の配色となっており、いずれを着用しても受章者であることが容易に分かるようになっている。